# Drużynowe Mistrzostwa Polski na Żużlu 1949
Drużynowe Mistrzostwa Polski na Żużlu 1949 – 2. edycja drużynowych mistrzostw Polski, organizowanych przez Polski Związek Motorowy (PZMot).
Zwycięzca I Ligi zostaje mistrzem Polski w sezonie 1949. Obrońcą tytułu z poprzedniego sezonu jest PKM Warszawa. W tym roku triumfowała LKM-Unia Leszno.

## I Liga
Mecze rozgrywano z udziałem 3 drużyn. Drużyna składała się z 3 zawodników i rezerwowego. Jeden mecz składał się z 9 wyścigów. Jedna runda ligowa składała się z trzech trójmeczy. Obowiązywała następująca punktacja: 3 pkt. za wygrany mecz, 2 pkt. – za drugie miejsce i 1 pkt. za trzecie. Zawodnicy z podstawowego składu drużyny startowali trzykrotnie. Liczbę małych punktów sumowano.

### Ostateczna kolejność DMP 1949
| Poz. | Klub                      | Mecze | Pkt. | Małe pkt. |
| ---- | ------------------------- | ----- | ---- | --------- |
| 1    | LKM-Unia Leszno           | 4     | 12   | 98        |
| 2    | KM-Stal Ostrów Wlkp.      | 4     | 8,5  | 72        |
| 3    | Skra-Związkowiec Warszawa | 4     | 8,5  | 72        |
| 4    | Polonia-Ogniwo Bytom      | 4     | 8,5  | 71        |
| 5    | PKM-Ogniwo Warszawa       | 4     | 8    | 61        |
| 6    | Olimpia-Unia Grudziądz    | 4     | 7,5  | 62        |
| 7    | Tramwajarz-Ogniwo Łódź    | 4     | 7    | 68        |
| 8    | RKM Budowlani Rybnik      | 4     | 7    | 61        |
| 9    | MK-Kolejarz Rawicz        | 4     | 7    | 54        |

## II Liga
Mecze rozgrywano na takich samych zasadach jak w I lidze. Z rozgrywek wycofały się 3 drużyny: Pogoń Katowice, SSM Gdynia i Legia Warszawa. Ich miejsce zajął RTKM-Gwardia Rzeszów oraz drużyny z Poznańskiej Ligi Okręgowej (PLO): Unia Chodzież i MK-Kolejarz Rawicz II.

### Ostateczna kolejność DM II ligi 1949
| Poz. | Klub                      | Mecze | Pkt. | Małe pkt. |
| ---- | ------------------------- | ----- | ---- | --------- |
| 1    | Polonia-Gwardia Bydgoszcz | 4     | 11   | 90        |
| 2    | CTCiM Częstochowa         | 4     | 11   | 84        |
| 3    | Związkowiec Gdańsk        | 4     | 10   | 71        |
| 4    | RTKM-Gwardia Rzeszów      | 4     | 9    | 78        |
| 5    | Unia Chodzież             | 4     | 7    | 62        |
| 6    | Unia Poznań               | 4     | 7    | 54        |
| 7    | MK-Kolejarz Rawicz II     | 3     | 4    | 40        |
| 8    | DKS-Włókniarz Łódź        | 3     | 3    | 26        |
| 9    | Lechia-Włókniarz Poznań   | 3     | 3    | 26        |

## DMP maszyn przystosowanych

### Ostateczna kolejność Poznańskiej Ligi Okręgowej 1949
| Poz. | Klub                           | Mecze | Pkt. | Małe pkt. |
| ---- | ------------------------------ | ----- | ---- | --------- |
| 1    | Gwardia Krotoszyn              | 4     | 11   | 83        |
| 2    | KM-Stal Ostrów Wielkopolski II | 4     | 10   | 77        |
| 3    | Stal-Unia Zielona Góra         | 4     | 10   | 69        |
| 4    | Gwardia Gorzów Wielkopolski    | 4     | 9    | 75        |
| 5    | KM Kępno                       | 4     | 9    | 70        |
| 6    | ŚKS-Gwardia Śrem               | 4     | 7    | 63        |
| 7    | Gwardia Poznań                 | 4     | 6    | 62        |
| 8    | Unia Piła                      | 4     | 5    | 57        |
| 9    | ZKK-Kolejarz Poznań            | 4     | 4    | 38        |